# Мехетиа
Мехетиа (фр. Mehetia) — один из Наветренных островов архипелага Острова Общества во Французской Полинезии в Тихом океане.

## География
Является молодым действующим вулканом в 110 км к востоку от острова Таити.

## История
Европейским первооткрывателем Мехетиа является британский капитан Уоллис, открывший остров в 1767 году. В 1768 году мимо острова проплывало судно Бугенвиля.

## Административное деление
В административном отношении Мехетия является частью коммуны Таиарапу-Эст.